# Postcommotioneel syndroom
Het postcommotioneel syndroom (PCS) is een syndroom waarbij klachten na een (lichte) hersenschudding langdurig blijven aanhouden.
Men spreekt wel van PCS als er sprake is van ten minste drie van de volgende symptomen: hoofdpijn, duizeligheid, vermoeidheid, geïrriteerdheid, concentratie- en geheugenzwakte, slapeloosheid, hypersensitiviteit voor geluid en licht.
In de Canadese en Amerikaanse medische wereld gebruikt men de volgende termen:
- Prolonged Concussion Symptoms (Langdurige hersenschuddingsymptomen)
- Persistent Concussion Symptoms (Aanhoudende hersenschuddingsymptomen)[2]